# Leichtathletik-Europameisterschaften 1938/Diskuswurf der Frauen

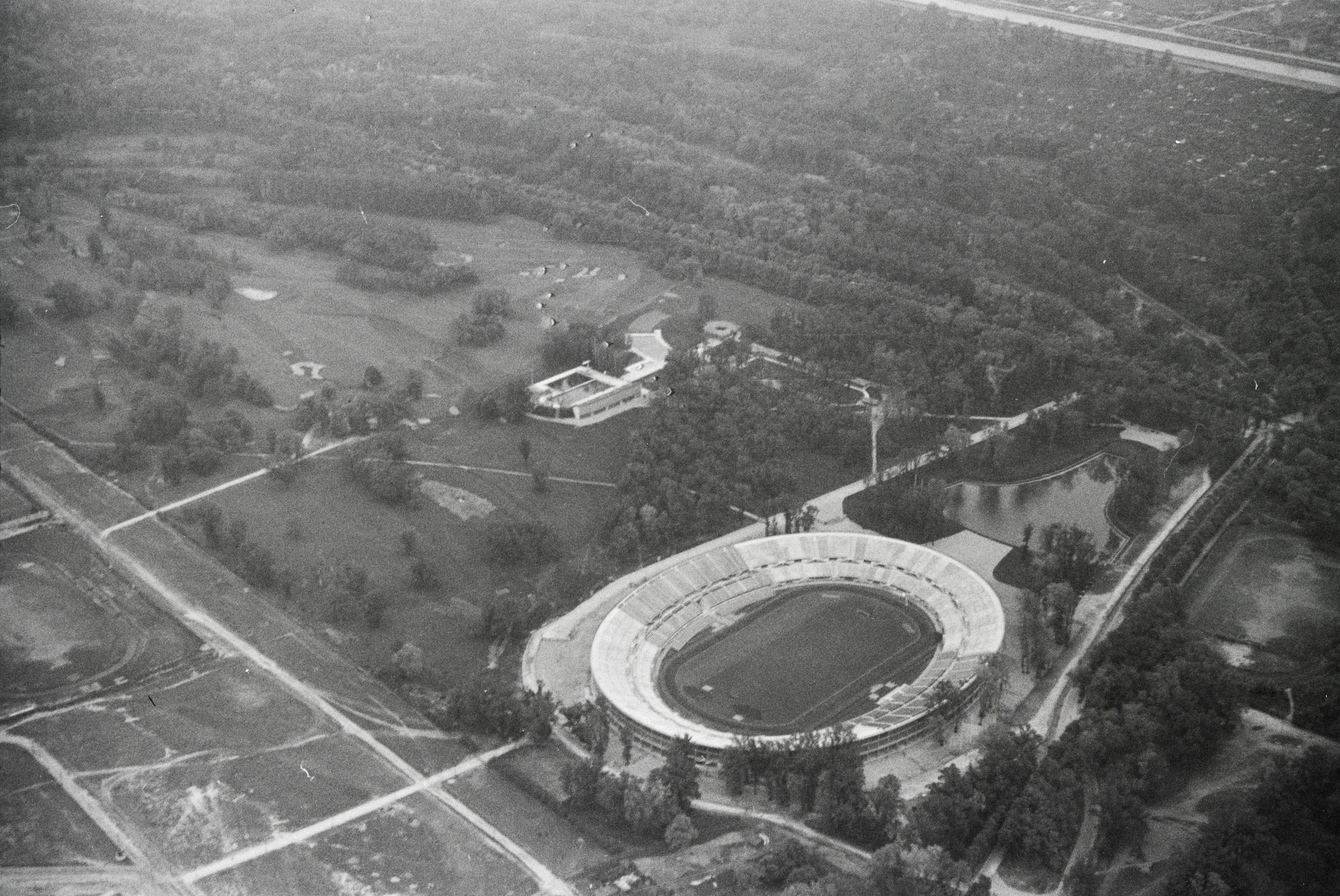
Praterstadion auf einer Luftaufnahme 1932

Der Diskuswurf der Frauen bei den Leichtathletik-Europameisterschaften 1938 wurde am 18. September 1938 im Wiener Praterstadion ausgetragen.
In diesem Wettbewerb gab es einen deutschen Dreifacherfolg. Europameisterin wurde Gisela Mauermayer. Die Silbermedaille gewann Hilde Sommer. Paula Mollenhauer kam auf den dritten Platz.

## Rekorde

### Bestehende Rekorde
| Weltrekord           | 48,31 s                                             | Gisela Mauermayer                                   | Berlin, Deutsches Reich                             | 11. Juli 1936                                       |
| Europarekord         | 48,31 s                                             | Gisela Mauermayer                                   | Berlin, Deutsches Reich                             | 11. Juli 1936                                       |
| Meisterschaftsrekord | Einen Europameisterschaftsrekord gab es noch nicht. | Einen Europameisterschaftsrekord gab es noch nicht. | Einen Europameisterschaftsrekord gab es noch nicht. | Einen Europameisterschaftsrekord gab es noch nicht. |

### Erster Europameisterschaftsrekord
Die deutsche Europameisterin Gisela Mauermayer stellte im Wettbewerb am 18. September mit 44,80 m den bis 1950 gültigen Meisterschaftsrekord auf. Damit blieb sie 3,51 m unter ihrem eigenen Welt- und Europarekord.

## Durchführung
In den Quellenangaben (europäischer Leichtathletikverband EAA sowie bei todor66) mit dem Diskuswurf-Resultat findet sich nur jeweils eine Ergebnisliste mit dem Finalresultat für alle Teilnehmerinnen. Demnach sind alle elf Diskuswerferinnen gemeinsam in einer Gruppe zum Finale angetreten. Wie viele Versuche den Athletinnen zur Verfügung standen und ob es nach der dritten Runde, wie damals zum Beispiel bei Olympischen Spielen üblich, mit den besten sechs Werferinnen in ein Finale mit drei weiteren Durchgängen ging, wird nicht klar.
Bei den Olympischen Spielen in dieser Zeit war es in den technischen Disziplinen übliche Praxis, zunächst am Morgen des Wettkampftages eine Qualifikationsrunde durchzuführen, wenn die Zahl der Teilnehmerinnen nicht zu gering war. Diese Vorausscheidung wurde in zwei Gruppen ausgetragen. Das Finale fand dann mit den dafür qualifizierten Sportlerinnen in aller Regel am Nachmittag desselben Tages statt.

## Finale

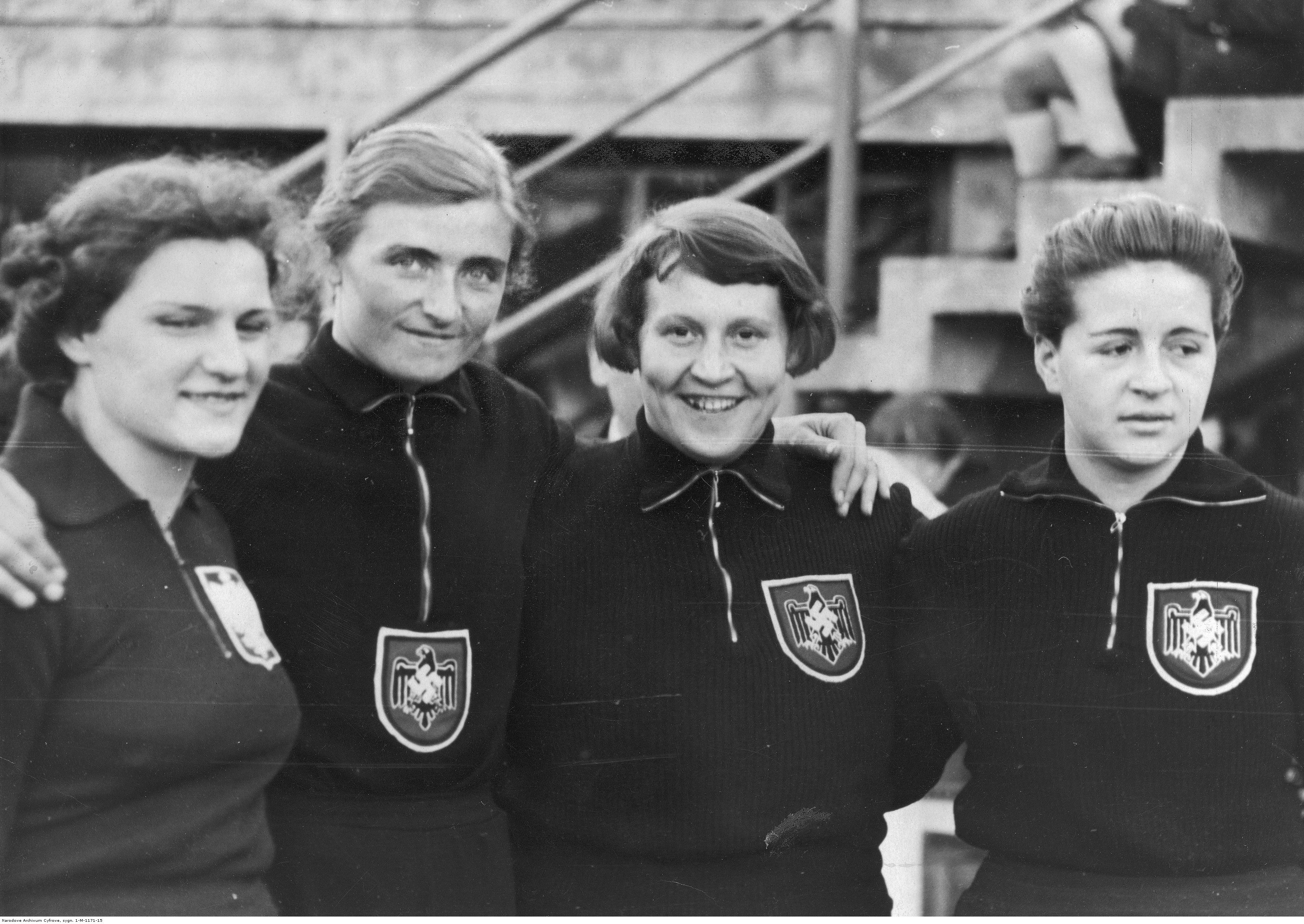
Auf diesem Foto der vier erstplatzierten Athletinnen des Kugelstoßens findet sich Diskuswurf-Europameisterin Gisela Mauermayer als Zweite von links – im Kugelstoßen hatte sie Rang zwei belegt

18. September 1938
| Platz | Name                 | Nation             | Weite (m) |
| ----- | -------------------- | ------------------ | --------- |
| 1     | Gisela Mauermayer    | Deutsches Reich    | 44,80 CR  |
| 2     | Hilde Sommer         | Deutsches Reich    | 40,95     |
| 3     | Paula Mollenhauer    | Deutsches Reich    | 39,81     |
| 4     | Birgit Lundström     | Schweden           | 38,11     |
| 5     | Genowefa Cejzik      | Polen              | 36,51     |
| 6     | Gabre Gabric         | Königreich Italien | 35,53     |
| 7     | Ans Niesink          | Niederlande        | 35,48     |
| 8     | Bevis Reid           | Großbritannien     | 34,19     |
| 9     | Britta Awall         | Schweden           | 33,26     |
| 10    | Kathleen Dyer-Tilley | Großbritannien     | 33,18     |
| 11    | Ágnes Nadányi        | Ungarn             | 31,08     |

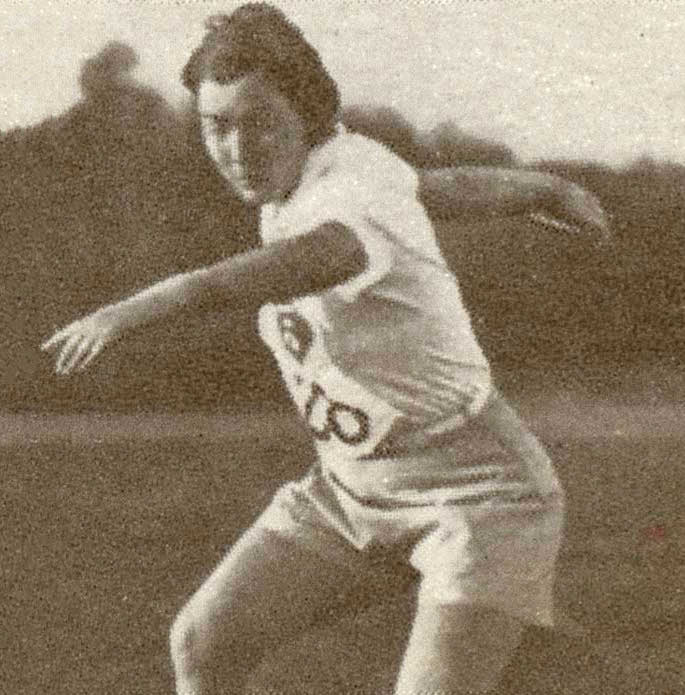
Birgit Lundström belegte Rang vier
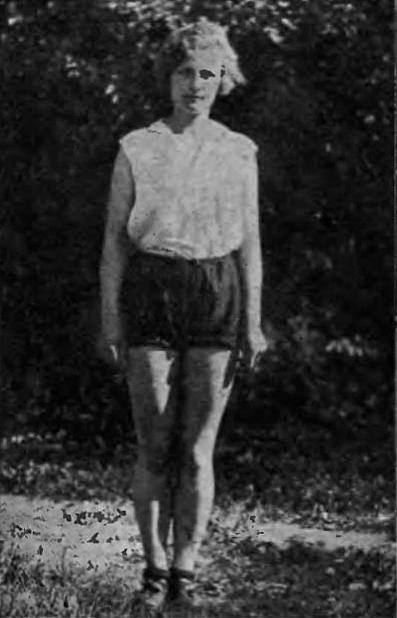
Genowefa Cejzik – Fünfte im Diskuswurf / Siebte im Kugelstoßen
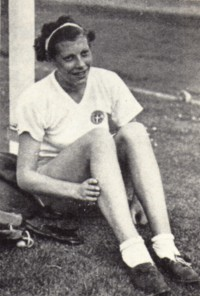
Gabre Gabric wurde Sechste